# 캐슬 (드라마)
《캐슬》(영어: Castle)은 2009년 3월 9일부터 2016년 5월 16일까지 ABC에서 방영된 미국의 범죄 미스터리 코미디 드라마 텔레비전 시리즈이다.

## 개요
추리물 전문 소설가 릭 캐슬과 뉴욕 경찰국 소속 케이트 베킷 형사가 캐슬의 소설을 모방한 살인 사건을 계기로 만나 매 화 새로운 사건을 함께 해결한다.
이혼한 부인과의 사이에 딸이 하나 있는 캐슬은 성공한 베스트셀러 작가이지만 바람둥이에 진지함이라고는 없는 팔불출 같은 인물이다. 반면에 베킷은 사랑하는 사람을 잃고 형사가 되어 범인들을 처벌하는 걸로 위안을 삼는데, 캐슬과 함께 사건을 해결하면서 서로 가까워져 간다.

## 출연진
메인
- 네이선 필리언 - 리처드 캐슬 역
- 스타나 캐틱 - 캐서린 “케이트” 베킷 역
- 존 후어태스
- 셰이머스 데버
- 태멀라 존스
- 루빈 산티아고허드슨
- 몰리 C. 퀸
- 수전 설리번
- 페니 존슨 제럴드
- 톡스 올라군도예